# Komplexlager 22
Das Komplexlager 22 (kurz KL/22) war eine Lagerstätte für Waffen der Nationalen Volksarmee der Deutschen Demokratischen Republik. Genutzt wurden dafür vor allem ehemalige Stollen- und Bunkeranlagen aus der Zeit des Nationalsozialismus. Das Komplexlager 22 bestand aus drei separaten Standorten, welche im Umkreis von etwa 100 km lagen. Die Standorte waren in Großeutersdorf, Rothenstein und Lengenfeld.

## Standorte

### Großeutersdorf
Das Stollensystem im Walpersberg bei Großeutersdorf umfasst ca. 30 km. 15 km davon sind von der NVA umgebaut. Entstanden sind diese Stollen am Anfang des 20. Jahrhunderts als Sandabbaustollen der Porzellanwerke Kahla A.G. 1944 wurden diese Stollen von der nationalsozialistischen Kriegswirtschaft okkupiert. Es entstand das REIMAHG (Reichsmarschall Hermann Göring) Werk A, welches den Strahljäger Messerschmitt Me 262 in Serie produzieren sollte. Nach dem Krieg wurden Teile des Stollensystems von der Sowjetarmee gesprengt. In den 1960er Jahren wurden mehrere Stollen von der örtlichen LPG als Lagerstätte für Kartoffeln und anderes Gemüse genutzt.
Erst in den 1970er Jahren entschloss sich die NVA das System zu nutzen. 1974 begann der Ausbau. Ca. 15 km des Systems wurden von Schutt befreit und mit Spritzbeton ausgebaut.
Im NVA-Sprachgebrauch hat sich folgende Bezeichnung für die Anlage durchgesetzt: FüRückwMobVerb/TT-2. Stationiert waren die LaSK (Landstreitkräfte). Diese waren dem MfNV (Ministerium für nationale Verteidigung) unterstellt.
Am Walpersberg gab es zwei separate Außengelände, das eine an der nordöstlichen Seite, das zweite an der südöstlichen. Das Gelände der Nordseite liegt oberhalb der Landstraße von Kahla nach Bibra. Eine asphaltierte Straße führt vorbei an der Kleingartenanlage am Birkenhain zum eingezäunten Bereich. Das Gelände der Südseite ist ebenso über eine gut ausgebaute Straße über Großeutersdorf zu erreichen (Lage).
Die Untertageanlage hatte fünf Zugänge. Vier der Eingänge waren für PKW, LKW und Tieflader gedacht. Tor 1 und 2 befanden sich an der Südseite, und Tor 3 und 4 an der Nordseite. Es gab eine direkte Verbindung zwischen den Toren 1 und 3 sowie den Toren 2 und 4. Diese beiden Hauptstollen untertunneln den kompletten Berg mit zusammen etwa 3 km Länge; an ihnen liegen jeweils die Bereiche, in denen Waffen und Sprengstoff gelagert wurden. Die Tore 1 bis 4 waren nur von innen hydraulisch zu öffnen. Daher kam dem Personeneingang an der Südseite eine besondere Bedeutung zu: Es war der einzige Eingang, welcher sich auch von außen öffnen ließ. Daher gab es für diesen Zugang einen eigens dafür bereitgestellten Schließwart, der als erster und letzter das Stollensystem betrat bzw. verließ. Auch für einen Atomkrieg gab es Vorkehrungen durch einen Atombunker im östlichen Teil der Anlage, der in kürzester Zeit von der Außenwelt komplett abgeschottet werden konnte. Aktivkohle- sowie andere chemische Filter sorgten dafür, dass eine mögliche Verstrahlung von außen nicht eindringen konnte. Auch eine Küche befand sich im Stollensystem.
1990 übernahm die Bundeswehr die Anlage. Man entschied sich jedoch auf Grund der enormen Kosten dafür, den Standort 1996 aufzugeben. Viele illegale Befahrer drangen durch die Löcher in den Toren ein. Dies wurde auch in diversen Internetforen publik gemacht, so dass die Tore verschweißt und große Mengen Erde davor abgeladen wurden. Seit 1999 ist nur noch der Personeneingang offiziell zu öffnen, dies jedoch auch nur mit Ausnahmegenehmigung. Eine solche wird aufgrund der Fledermäuse, die dort leben und unter Naturschutz stehen, kaum erteilt.
Seit Anfang 2007 besteht ein Dokumentationszentrum des Geschichts- und Forschungsverein Walpersberg e.V. in Großeutersdorf.

### Rothenstein
Auch in Rothenstein bildete eine ehemalige Rüstungsanlage aus dem Zweiten Weltkrieg die Grundlage für ein Waffenlager der NVA. Die Rüstungsanlage hatte den Codenamen „Albit“ und sollte die Fertigung der Zeiss-Werke Jena während des Zweiten Weltkrieges sichern. Auch dieses System stand bis Mitte der 1970er Jahre leer. Sein Stollensystem ist deutlich kleiner als das im Walpersberg. Ca. 5 km Stollen wurden mit Hilfe von Spritzbeton als Waffenlager ausgebaut. Das Gelände vor dem Rothensteiner Felsen war mit einer 4 m hohen Betonmauer abgesichert. Das Gelände hatte einen direkten Anschluss an die Bahnstrecke Jena–Saalfeld und konnte so auch mit schweren Waffen gut beliefert werden (Lage).
Das Rothensteiner System wurde 2003 von der Bundeswehr verlassen und von der Oberfinanzdirektion an einen privaten Investor (Terra Space GmbH) verkauft. Über das gesamte Grundstück wurde anschließend ein Bebauungsplan gelegt. Das ehemalige Militärgebiet ist jetzt als Gewerbegebiet ausgewiesen. Für das Untertagelager besteht eine Baugenehmigung als Hochsicherheitslager. Die Liegenschaft wird von einem Sicherheitsdienst bewacht.

### Lengenfeld
Am Standort Lengenfeld (Vogtland) befand sich das Komplexlager bei der ehemaligen Baumwollspinnerei (Lage). Während der Wende in der DDR wurde von einer Bürgerversammlung die Öffnung des Objekts gefordert.